# Грожнян
Грожнян (хорв. Grožnjan; італ. Grisignana; вен. Grizinjana) — населений пункт і громада в Істрійській жупанії Хорватії.

## Населення
Населення громади за даними перепису 2011 року становило 736 осіб. Населення самого поселення становило 164 осіб.
Динаміка чисельності населення громади:
Динаміка чисельності населення центру громади:

## Населені пункти
Крім поселення Грожнян, до громади також входять: 
- Антонці
- Бієле Землє
- Костаніца
- Кубертон
- Маковці
- Мартинчичі
- Штерна
- Врняк
- Заврш'є

## Клімат
Середня річна температура становить 12,52 °C, середня максимальна – 26,20 °C, а середня мінімальна – -1,85 °C. Середня річна кількість опадів – 1122 мм.
| Клімат поселення                              | Клімат поселення | Клімат поселення | Клімат поселення | Клімат поселення | Клімат поселення | Клімат поселення | Клімат поселення | Клімат поселення | Клімат поселення | Клімат поселення | Клімат поселення | Клімат поселення | Клімат поселення |
| Показник                                      | Січ.             | Лют.             | Бер.             | Квіт.            | Трав.            | Черв.            | Лип.             | Серп.            | Вер.             | Жовт.            | Лист.            | Груд.            |                  |
| Середній максимум, °C                         | 9,31             | 10,14            | 13,24            | 16,68            | 21,54            | 25,46            | 26,20            | 25,76            | 21,37            | 16,82            | 11,82            | 8,71             |                  |
| Середня температура, °C                       | 3,73             | 4,55             | 7,67             | 11,11            | 15,97            | 19,89            | 22,29            | 21,87            | 17,47            | 12,92            | 7,91             | 4,82             |                  |
| Середній мінімум, °C                          | −1,85            | −1,01            | 2,09             | 5,52             | 10,40            | 14,31            | 18,40            | 17,96            | 13,57            | 9,02             | 4,01             | 0,92             |                  |
| Норма опадів, мм                              | 79               | 63               | 81               | 92               | 88               | 100              | 69               | 96               | 105              | 124              | 123              | 102              |                  |
| Середньомісячна швидкість вітру, м/с          | 1.98             | 2.26             | 2.38             | 2.40             | 2.19             | 2.09             | 2.05             | 2.00             | 2.00             | 2.20             | 2.21             | 2.14             |                  |
| Середньомісячна сонячна радіація, кДж/м²·день | 4471             | 7431             | 10651            | 15023            | 19049            | 20934            | 21859            | 18681            | 13849            | 8930             | 4894             | 3747             |                  |
| --------------------------------------------- | ---------------- | ---------------- | ---------------- | ---------------- | ---------------- | ---------------- | ---------------- | ---------------- | ---------------- | ---------------- | ---------------- | ---------------- | ---------------- |
| Джерело:                                      |                  |                  |                  |                  |                  |                  |                  |                  |                  |                  |                  |                  |                  |